# Musikjahr 1665
Liste der Musikjahre

◄◄ | ◄ | 1661 | 1662 | 1663 | 1664 | Musikjahr 1665 | 1666 | 1667 | 1668 | 1669 | ► | ►►

Weitere Ereignisse
Dieser Artikel behandelt das Musikjahr 1665.

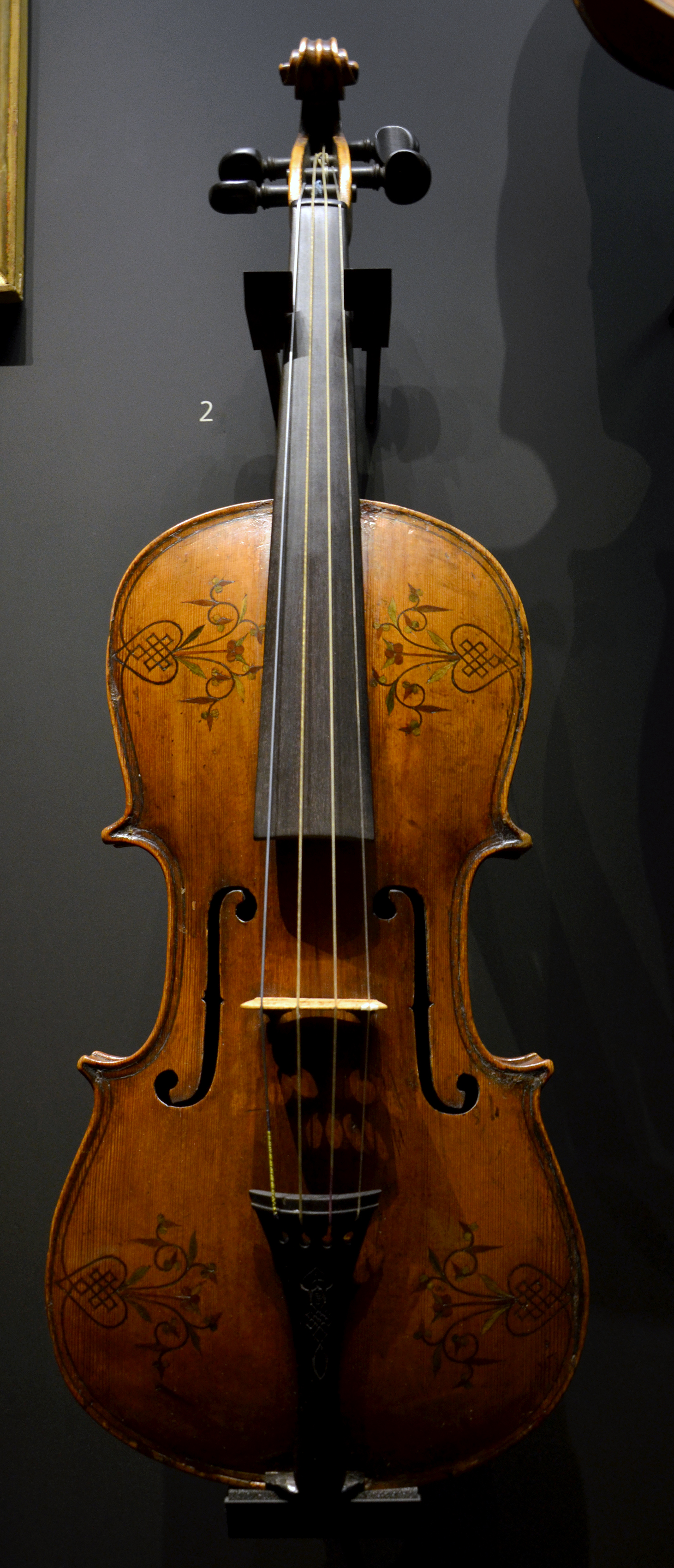
Violine von Hans Krouchdaler, 1665. Musikmuseum, Basel

## Ereignisse
- 27. Mai: John Loosemore stellt die Orgel in der Exeter Cathedral fertig.
- 14. September: Im Schloss Versailles findet vor König Ludwig XIV. die Uraufführung der Komödie L’Amour médecin statt. In dieser Balletkomödie kommt es erstmals zu einer ausgedehnten Zusammenarbeit zwischen dem Autor Molière und dem Komponisten Jean-Baptiste Lully. Die öffentliche Erstaufführung erfolgt am 22. September desselben Jahres im Palais Royal in Paris.
- Clamor Heinrich Abel wirkt ab 1665 in Hannover als herzoglicher Kammermusiker.
- Francesco Cavalli wird erster Organist am Markusdom in Venedig.

## Instrumental- und Vokalmusik (Auswahl)
- Christoph Bernhard – Geistliche Harmonien, op. 1
- John Blow – I will always give thanks
- Wojciech Bobowski – Mezmurlar (eine Sammlung von Psalmen in Türkisch)
- Maurizio Cazzati
  - Sonate a 2, 3, 4 e 5 con alcune per tromba, op. 35
  - Messa e salmi a 5 voci con 4 istromenti, op. 36
- Jean Baptiste Lully – La naissance de Vénus, LWV 27 (Ballett, Uraufführung am 26. Januar in Paris)
- Guillaume-Gabriel Nivers – Livre d’orgue contenant cent pièces de tous les tons de l’église
- Ercole Pasquini – Madrigali alla Santissima Vergine (verloren, zitiert in einem Inventar des Erzherzogs Siegmund Franz, Innsbruck)
- Jesson Quinart – Missa Surge propera
- Giovanni Felice Sances – Missa Sanctae Mariae Magdalenae

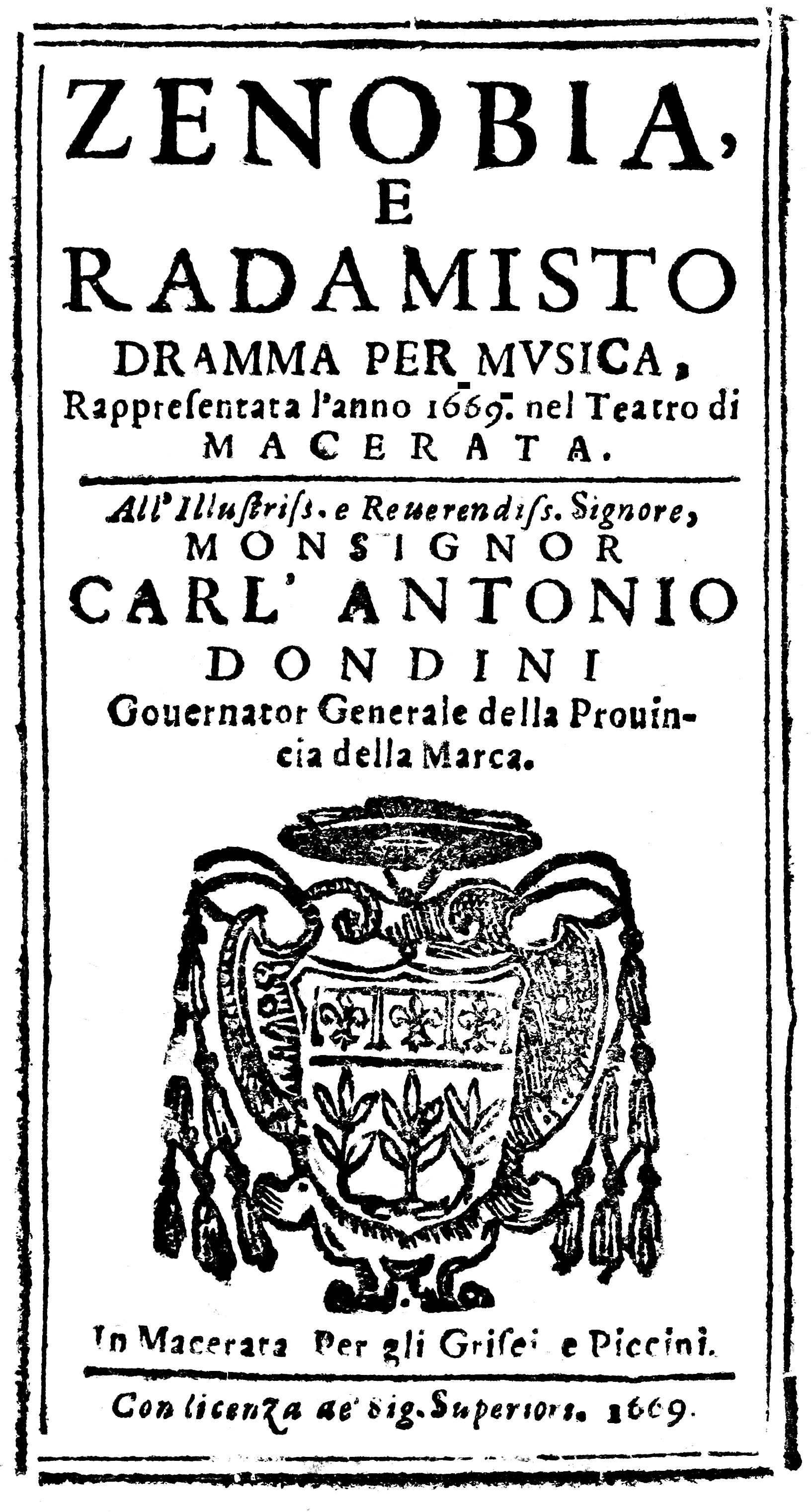
Giovanni Legrenzi – Zenobia e Radamisto; Titelblatt des Librettos, 1669

## Musiktheater
- Antonio Bertali – L’Alcindo, Uraufführung 20. April in Wien
- Giovanni Legrenzi – Zenobio e Radamisto
- Andrea Mattioli – Ciro

## Musiktheoretische Schriften
- Christopher Simpson – The Principles of Practical Musick

## Geboren

### Geburtsdatum gesichert
- 21. Februar (getauft): Benedikt Anton Aufschnaiter, österreichischer Komponist († 1742)
- 17. März (getauft): Élisabeth Jacquet de La Guerre, französische Komponistin und Cembalistin († 1729)
- 25. Dezember: Grisell Baillie, schottische Aristokratin und Liedtexterin († 1746)
- 00. Dezember: Nicolaus Bruhns, deutsch-dänischer Komponist († 1697)

### Genaues Geburtsdatum unbekannt
- Pietro Giacomo Rogeri, italienischer Geigenbauer († 1724)

### Geboren um 1665
- Juan de Herrera y Chumacero, kolumbianischer Priester, Kapellmeister und Komponist († 1738)

## Gestorben

### Todesdatum gesichert
- 21. Januar: Domenico Mazzocchi, italienischer Komponist (* 1592)
- 12. Februar: Wolfgang Ebner, deutscher Organist, Kapellmeister und Komponist (* 1612)
- 20. Februar: Johannes Heringsdorf, deutscher Jesuit und Kirchenlieddichter (* 1606)
- 21. Juni: Giovanni Maria Galli da Bibiena, italienischer Freskant, Tafelmaler und Bühnendekorateur (* 1618)
- 31. August (bestattet): Andreas Oswald, thüringischer Organist und Komponist (* 1634)
- 10. November: Samuel Capricornus, böhmischer Kapellmeister und Komponist (* 1628)
- 10. Dezember: Tarquinio Merula, Komponist des italienischen Frühbarock (* 1595)

### Genaues Todesdatum unbekannt
- Henricus Beginiker, deutscher Orgelmusiker (* 1583)